# Devillea
Devillea là một chi thực vật có hoa trong họ Podostemaceae.

## Loài
Chi Devillea gồm các loài: